# IPad (4. Generation)
Das iPad der 4. Generation, bei der Markteinführung im Oktober 2012 als iPad mit Retina-Display bezeichnet, ist das vierte Modell der iPad-Tabletcomputerreihe des US-amerikanischen Konzerns Apple. Es wurde am 23. Oktober 2012 von Tim Cook der Öffentlichkeit vorgestellt, ab 26. Oktober 2012 konnte es vorbestellt werden, die Auslieferung erfolgte ab 2. November 2012. Am 29. Januar 2013 stellte Apple nachträglich das iPad mit 128 GB Speicherplatz vor, das ab dem 5. Februar 2013 verkauft wurde. Zusammen mit der Vorstellung des iPad Air wurde der Verkauf des iPad der vierten Generation eingestellt. Am 18. März 2014 wurde der Verkauf der 16-GB-Version wieder eingeführt, um das iPad 2 zu ersetzen, inzwischen ist an diesen Platz das iPad Air gerückt.

## Beschreibung
Das iPad der 4. Generation hat eine Rückseite aus Aluminium und wahlweise einen weißen oder schwarzen Rand der vorderen Glasscheibe um den Bildschirm. Am mittigen unteren Rand ist eine Home-Taste angebracht, an der rechten Gehäuseseite befindet sich neben den Lautstärkewippen auch ein Orientierungssperrschalter. Auf der Rückseite ist eine Kamera mit 5, auf der Frontseite mittig am oberen Bildschirmrand eine weitere Kamera mit 1,2 Megapixeln eingebaut. Außerdem gibt es auf der Oberseite ein Monomikrofon und einen 3,5-mm-Klinkenanschluss. Auf der Unterseite ist ein Monolautsprecher neben dem Lightning-Dockanschluss verbaut. Bedient wird das Gerät hauptsächlich über Bildschirm-Berührungen.
Apple bot das iPad der 4. Generation als 16-, 32- 64- oder 128-GB-Variante ohne Modem an. Zusätzlich gibt es ein iPad mit CDMA-Modem und 0,7-, 0,85-, 1,8-, 1,9- und 2,1-GHz-LTE (Modell A1460) sowie für den amerikanischen Markt eines mit 0,7- und 1,7-GHz-LTE- und UMTS-Modem (Modell A1459). Alle Geräte verwenden Micro-SIM-Karten mit dem Formfaktor 3FF (12 mm × 15 mm). In Europa können A1460-Modelle nur das 1,8-GHz-LTE-Band 3 nutzen, da die anderen in Europa gängigen LTE-Frequenzbänder nicht unterstützt werden. Das iPad der 4. Generation unterstützt in Deutschland nur die Deutsche Telekom. In einigen europäischen Ländern (unter anderem Tschechien) ist hingegen auch das ebenfalls vom Modell A1460 unterstützte 2,1-GHz-LTE-Band 1 nutzbar. Das A1459-Modell unterstützt kein in Europa gängiges LTE-Band. Apple gibt bis zu 10 Stunden Akkulaufzeit beim Surfen im Internet über WLAN und bis zu 9 Stunden bei der Nutzung eines 3G-Datennetzes an. Der Lithiumpolymerakkumulator hat eine Kapazität von 42,5 Wh. Zusätzlich zum Mobilfunkmodem verbaute Apple ein A-GPS-Modul. Den digitalen Kompass besitzen auch die Geräte ohne Modem.
System-on-a-Chip ist der Apple A6X mit 1,4-GHz-Zweikernprozessor „Apple Swift“. Dazu kommt ein SGX-554-Grafikprozessor mit vier Kernen.